# كلايف باركر (طبال)
كلايف باركر (بالإنجليزية: Clive Parker)‏ هو طبال بريطاني، ولد في 1960.